# Walter Cookson (football)
Pour les articles homonymes, voir Walter Cookson et Cookson.
Walter Stanley Cookson (6 septembre 1879-mars 1948) est un joueur de football professionnel anglais. Il évolue avec les clubs du Nelson FC, de Bristol, de Blackpool, de Wellingborough Town, de Brentford et de Portsmouth.

## Biographie
Au commencement de la saison 1902-1903, Cookson signe avec le club de Blackpool FC en provenance du Bristol City Football Club, les deux clubs évoluant en deuxième division. Il fait ses débuts au cours d'un match disputé contre le Burslem Port Vale, lors de l'ouverture de la saison le 6 septembre 1902. Il termine meilleur buteur du club toutes saisons confondues avec huit buts.
Après des passages aux Wellingborough Town Football Club, Brentford Football Club et  au Portsmouth Football Club, des clubs évoluant hors des championnats professionnels de la Football League, il retourne dans sa ville de naissance, au Blackpool Football Club. Lors de ce deuxième passage, il dispute deux matchs de championnat marquant une fois. Il arrête ensuite sa carrière de footballeur et reste au club pour entraîner les jeunes.

## Source
- (en) Roy Calley, Blackpool : A Complete Record 1887-1992, Breedon Books Sport, 1992 (ISBN 1-873626-07-X)